# جرکاری
جرکاری (به صربی: Đerekari) یک منطقهٔ مسکونی در صربستان است که در بروس واقع شده‌است. جرکاری ۲۳ نفر جمعیت دارد.